# Piero Stefani
Piero Stefani (Ferrara, 12 settembre 1949) è un teologo ed esegeta italiano.

## Biografia
Si laurea in filosofia presso  l'Università di Bologna nel 1972, docente di filosofia presso il Liceo Scientifico A. Roiti di Ferrara fino al 2006, insegna all'Università di Ferrara e presso la Facoltà Teologica dell’Italia Settentrionale di Milano. 
Amico di Sergio Quinzio, che lo ha iniziato agli studi biblici (ne ha realizzato la voce sulla "Treccani"), il suo pensiero ha scandagliato i complessi rapporti tra ebraismo e cristianesimo, tra fede cristiana e pensiero laico contemporaneo.
Nel 1992 tiene il corso di "Dialogo ebraico-cristiano" (in precedenza «Dialogo con l'ebraismo») presso l'Istituto di Studi Ecumenici S. Benardino di Venezia incorporato alla Facoltà di Teologia del Pontificio Ateneo Antonianum. Quindi insegna "Storia delle religioni" e "Lingua ebraica biblica" presso l'Istituto superiore di Scienze Religiose «B. Giovanni Tavelli» di Ferrara. A partire dal 2004 è docente di "Filosofia della religione", nel corso di laurea triennale e specialistica in filosofia, presso la Facoltà di Lettere dell'Università di Ferrara. Dal 2008 insegna anche "Giudaismo" (modificato in seguito in "Ebraismo"), ala Facoltà Teologica dell'Italia Settentrionale di Milano.
Dopo essere stato per un anno direttore scientifico della Fondazione del Museo Nazionale dell'ebraismo Italiano e della Shaoh (MEIS) di Ferrara, nel 2000 ha tenuto il corso di «Pensiero ebraico moderno e contemporaneo» presso il Master di «Filosofia e Teologia» dell'Università «Amedeo Avogadro» del Piemonte Orientale, sede di Vercelli, e nel 2003 'Religione d'Israele' nel corso di laurea specialistica in 'Antropologia ed epistemologia della religione' presso la Facoltà di Sociologia dell'Università di Urbino. 
Giornalista pubblicista, nel 2007 ha tenuto il corso, dedicato alla Haggadah di Pasqua, presso la Facoltà Teologica dell'Italia Meridionale, a Napoli, quindi uno alla Facoltà Teologica dell'Emilia Romagna in "Esegesi del Nuovo Testamento" e uno dedicato ai rapporti tra cristiani ed ebrei presso il Centro “Cardinal Bea” per gli Studi Giudaici della Pontificia Università Gregoriana di Roma.
Dal 2016 al 2021 è stato presidente del SAE (Segretariato Attività Ecumeniche), associazione a cui per anni ha lavorato come consulente del comitato esperti ed è membro del Comitato scientifico e direttore del Notiziario di Biblia, associazione laica di cultura biblica.

## Opere (selezione)
Ha diretto presso l'editore Marietti di Genova la collana «Voci della preghiera» dedicata a testi ebraici, cristiani e musulmani e assieme a Gaetano Favaro ha diretto la collana «Piccola Biblioteca delle Religioni» presso l'editrice Queriniana, Brescia.

### Libri
Numerosi i libri pubblicati:
- Tradimento fedele. La tradizione ebraica provocazione per il cristiano, Bologna, EDB, 1983
- Sia santificato il tuo Nome. Commento ai vangeli della domenica, Genova, Marietti, 3 voll. 1986-1988 (altra edizione: Grafitalica Chirico, Napoli, 2000)
- Il nome e la domanda. Dodici volti dell'ebraismo, Brescia, Morcelliana, 1988
- Il Padrenostro, Genova, Marietti, 1991
- La parola e il commento. Dodici letture bibliche, Firenze, Giuntina, 1993
- Introduzione all'ebraismo, Brescia, Queriniana, 1995 (2ª ed. riveduta e aggiornata 2004)
- Gli ebrei, Bologna, il Mulino, 1997 (2ª ed. riveduta e aggiornata 2006)
- Un tempo per cercare. Fili e frammenti, Brescia, Morcelliana, 1997
- Chiesa ebraismo e altre religioni, Padova, Edizioni Messaggero, 1998
- Luce per le Genti. Prospettive messianiche ebraiche e fede cristiana, Milano, Paoline, 1999
- Sui confini. Tracce di dialogo tra religioni e culture, Milano, Paoline, 1999
- Dies irae. Immagini della fine, Bologna, il Mulino, 2001
- La radice biblica. La Bibbia nella cultura occidentale, Milano, Edizioni Scolastiche Bruno Mondatori, 2003
- Le radici bibliche della cultura occidentale, Milano, Bruno Mondadori, 2004
- L'Antigiudaismo. Storia di un'idea, Roma-Bari, Laterza, 2004
- La Bibbia, Bologna, il Mulino, 2004
- È Natale ancor, Qiqajon, Comunità di Bose, Magnano, 2006
- Le religioni secondo Andrea, Roma-Bari, Laterza, 2007
- L'Apocalisse, Bologna, il Mulino, 2008
- Fede nella Chiesa?, Brescia, Morcelliana, 2011
- Gesù, Bologna, Il Mulino,  2012
- I volti della misericordia, Carocci, 2015
- Le donnole del rabbi. Compassione e misericordia nell'ebraismo, Bologna, 2016

Ha scritto anche numerose prefazioni ad altri libri sul cristianesimo, l'ebraismo, l'islam e le persecuzioni contro gli ebrei

### Collaborazioni a dizionari ed enciclopedie
Ha steso voci per vari dizionari ed enciclopedie: "Dizionario Biografico" della Treccani; Nuovo Dizionario di Teologia Biblica, Paoline; Dizionario di Storia, Bruno Mondadori; aggiornamento, all'Enciclopedia Europea, Garzanti; L'Enciclopedia della Filosofia e delle scienze umane, De Agostini; Enciclopedia Filosofica, Bompiani; Atlante della filosofia, Hoepli;  Enciclopedia universale, Garzanti; Dizionario di Mariologia, San Paolo; Temi Teologici della Bibbia, S. Paolo.

### Riviste e radio
A partire dal 1985 è redattore e articolista della rivista Il Regno di Bologna; presso la stessa testata è titolare dal 2006 della rubrica mensile ‘Parole delle religioni’.
Collabora regolarmente con le seguenti riviste: Credere oggi; Humanitas, Esodo, Studi Ecumenici, Studi Fatti Ricerche (Sefer), Horeb, Jesus. Collabora inoltre con la trasmissione di Radio 3 «Uomini e Profeti» a cura di Gabriella Caramore.